# Недєд
Недєд (словац. Neded) — село, громада округу Шаля, Нітранський край. Кадастрова площа громади — 36.01 км².
Населення 3203 особи (станом на 31 грудня 2019 року).

## Історія
Недєд згадується 1113 року.

## Географія
Протікає Комочський канал

## Населення
| Рік:            | 1994. | 2004.   | 2014.   | 2024.   |
| --------------- | ----- | ------- | ------- | ------- |
| Кількість осіб: | 3152  | 3102    | 3303    | 3174    |
| Різниця:        |       | -1,58 % | +6,47 % | -3,90 % |

| Рік:            | 2023. | 2024.   |
| --------------- | ----- | ------- |
| Кількість осіб: | 3193  | 3174    |
| Різниця:        |       | -0,59 % |